# Onthophagus adelaidae
Onthophagus adelaidae är en skalbaggsart som beskrevs av Hope 1846. Onthophagus adelaidae ingår i släktet Onthophagus och familjen bladhorningar. Inga underarter finns listade i Catalogue of Life.